# 三島神社 (徳島市)
三島神社（みしまじんじゃ）は、徳島県徳島市にある神社である。眉山北東山麓に鎮座する。

## 祭神
- 大山祇神

愛媛県今治市大三島町の大山祇神社から勧請された。

## 歴史
鎌倉時代から室町時代にかけて、当神社周辺は奈良県春日大社の荘園（富田庄）で、この荘園の地頭に任命された伊予国の武士、河野通久が、自ら信仰していた大山祇神社（三島大明神）を徳島でも祭ったのが始まりとされる。
周辺には春日神社、諏訪神社がある。

## 祭事
- 元旦祭 - 1月1日
- 太々神楽 - 3月28日
- 夏祭り - 7月28日
- 秋祭り - 10月28日

## 境内社
天目一神社、梅宮神社
飛地境内社として南大山祇神社（西大工町4丁目）がある。

## 文化財
- 狛犬 - 現存するものでは徳島県内最古とされ、昭和38年（1963年）4月27日に徳島市の有形文化財に指定された。

## 交通
- JR佐古駅より徒歩約13分。
- 徳島バス「西新町停留所」下車より徒歩約2分。